# República de la Armenia Montañosa
La República de Syunik, luego renombrada República de la Armenia Montañosa, fue una república autónoma armenia, que no fue reconocida mundialmente. Los gobernantes de la breve república intentaron, sin éxito, mantener la región del Alto Karabaj en manos armenias. Dicha región terminaría siendo anexada por la RSS de Azerbaiyán.

## Precedentes
Con el desmoronamiento del Imperio ruso en 1917, los pueblos de la Transcaucasia vieron una oportunidad para alcanzar su independencia. Luego de abandonar la República Democrática Federal de Transcaucasia, Armenia proclama su independencia bajo el nombre de la República Democrática de Armenia, el 30 de mayo de 1918.
No obstante, el Imperio otomano, en el inicio de su partición, invadió la parte occidental de Armenia, con el objetivo de tomar control de las zonas cedidas por la Rusia soviética en el Tratado de Brest-Litovsk. El recién formado ejército armenio sale mal parado y es obligado a firmar el Tratado de Batum el 4 de junio de 1918. En dicho tratado, la región del Karabaj es cedida a la República Democrática de Azerbaiyán.
Esta acción no es reconocida por un grupo de oficiales armenios, liderados por el general Andranik Ozanián, que establece la República de Karabaj-Zangezur. Ozanián continúa luchando contra las fuerzas turcas y azerís, avanzando hacia Karabaj vía Zangezur. Su brigada es detenida en diciembre de 1918, no por la fuerza, sino por la diplomacia, ya que el comandante británico en la región, Lionel Dunsterville, le asegura que habiendo el perdido el Imperio otomano la Primera Guerra Mundial, un acuerdo fronterizo mejor que el acordado en Batum puede ser firmado en la Conferencia de Paz de París.
Aunque Armenia recibió las tierras prometidas en el Tratado de Sèvres, este cambio nunca tuvo efecto permanente, ya que al retirarse las tropas británicas de la región, los nacionalistas turcos y los soviéticos tomaron ventaja de la situación.
En efecto, la Azerbaiyán soviética y Turquía lucharon con Armenia (véase guerra armenio-azerí de 1918 y guerra turco-armenia de 1920 respectivamente). Deseando disminuir la presión por estar luchando en dos frentes al mismo tiempo, el gobierno armenio fue obligado a ceder Karabaj y parte de Zangezur a Azerbaiyán por segunda vez.
Esto no fue bien visto por oficiales nacionalistas armenios, que continuaron la lucha y sus tropas no desocuparon los territorios cedidos por el gobierno. La situación de la guerra se escapa del control armenio el 29 de noviembre al ocupar el Ejército Rojo Ijeván y el 2 de diciembre se firma el Tratado de Alexandropol, donde Armenia cede ante las demandas turcas, perdiendo el 50% de su territorio.
Para el 4 de diciembre, Ereván había sido ocupada por los soviéticos y declarada una república soviética.

## Historia de la República
Entre el 25 y el 27 de diciembre se proclamó la República de Syunik, siendo nombrado Garegin Njdeh comandante en jefe. Ocupando los mismos territorios que la República de Karabaj-Zangezur de Ozanián, este estado no reconocido persigue el mismo objetivo: conservar a Karabaj y a Zangezur para Armenia. La joven república es dividida en seis distritos: Zangezur, Kapan, valle de Tatev, valle de Darbas, Genvaz y Sisian.
Las autoridades soviéticas inician las negociaciones con la República de Syunik, para que las fuerzas de Njdeh la desocupasen. Mientras estas negociaciones se llevaban a cabo, el 16 de febrero de 1921 estalla una insurrección en Ereván contra el gobierno soviético. El levantamiento es reprimido y el 2 de abril se proclama la República Socialista Soviética de Armenia. Entonces, la República se proclamó independiente el 26 de abril de 1921, pero reducida a la región del Alto Karabaj, tomó el nombre de República de la Armenia Montañosa.
Las fuerzas de Njdeh resistieron unos meses al Ejército Rojo. Finalmente, el gobierno de la Armenia Montañosa aceptó dejar las armas con la condición de que Zanzegur continuara bajo control armenio. El ministro soviético armenio Aleksandr Miasnikián accedió el 5 de julio, y el 10 de julio de 1921, los líderes de la República de la Armenia Montañosa fueron al exilio en Irán.
Zangezur fue integrada entonces a la RSS de Armenia, pero el Alto Karabaj fue anexado a la RSS de Azerbaiyán.

## Bandera
Su bandera fue la nacional armenia.